# Tarahumarové

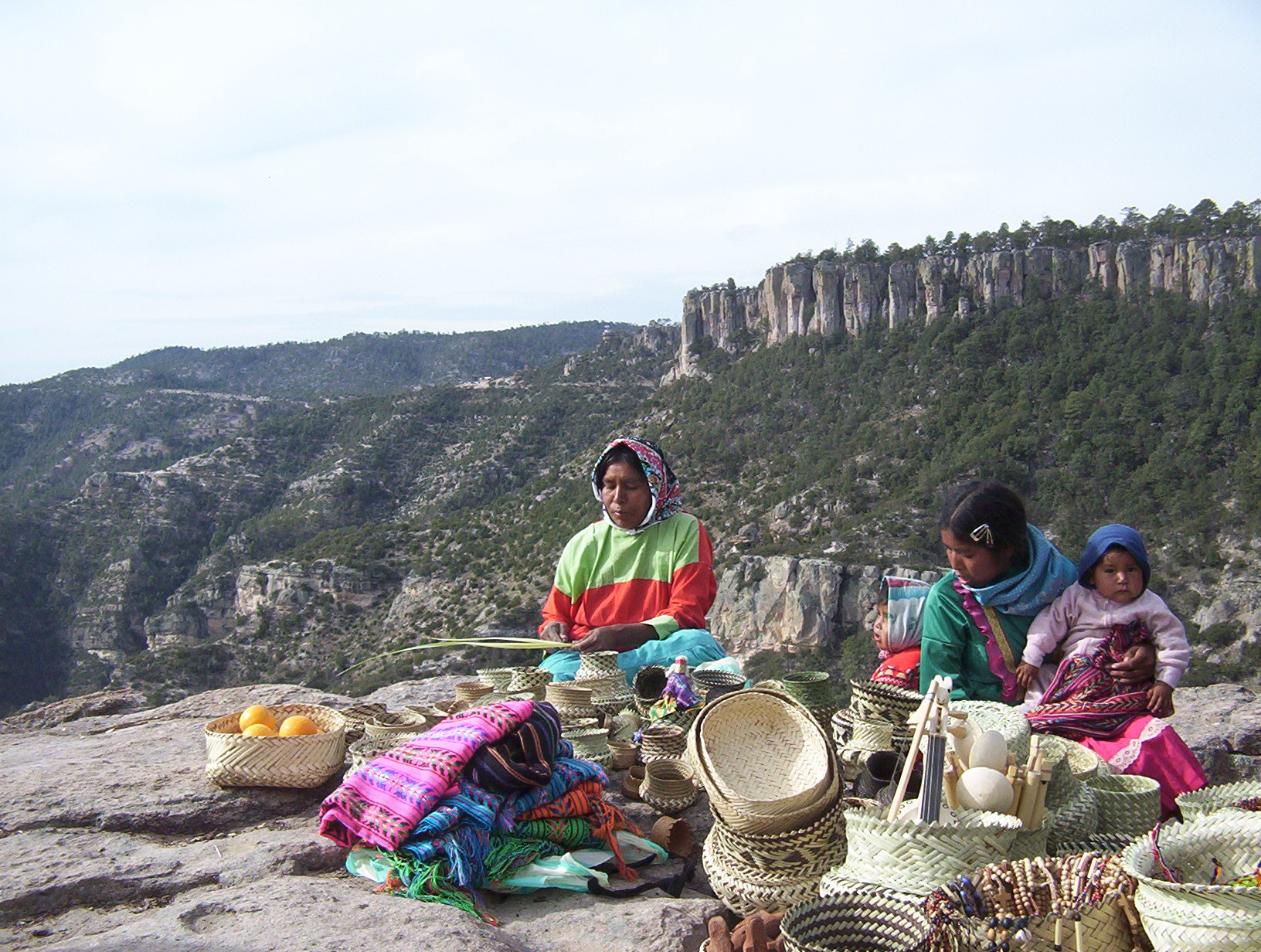
Tarahumarské ženy

Tarahumarové (Rarámuri) jsou indiánským národem patřícím do juto-aztécké jazykové skupiny. Většinou žijí v jihozápadní části Mexického státu Chihuahua, hlavně v oblasti Měděného kaňonu. Tarahumarové přijali poměrně brzy křesťanství – vlivem jezuitských misií v průběhu 17.–19. století. Vyznávají synkretické náboženství, v jejich kultuře se zachovala celá řada původních představ a rituálů. Podle těchto představ je posmrtný život zrcadlový k normálnímu životu. Lidská duše po smrti vstoupí do první úrovně nebe, zde normálně žije a zemře. Takto vstoupí až do třetí úrovně nebe, kde se po smrti stane můrou a pak definitivně zemře. Tato smrt není chápána jako trest, ale jako součást koloběhu života.